# Microloxia saturata
Microloxia saturata är en fjärilsart som beskrevs av Bang-haas 1906. Microloxia saturata ingår i släktet Microloxia och familjen mätare. Inga underarter finns listade i Catalogue of Life.